# 耶稣基督的女孩
耶稣基督的女孩（英語：Jesus Christ's Girls，简称）又稱耶稣基督的女孩女孩女孩事工（JC's Girls Girls Girls Ministry），是一個美国福音派女性基督教组织，致力於向色情产业中的女性传福音。该组织不會強迫女性脱离色情产业，但会為那些希望離開的人提供幫助。此外，組織的重點不在於發展更多基督徒，而是傳達一個理念：世界上有許多基督徒，不会因女性从事色情产业而加以批判，甚至愿意接納她们。此外，该组织也為希望克服色情成瘾的人提供協助。
该组织由希瑟·维奇创办。維奇曾從事脫衣舞孃工作四年，成为基督徒后後決定退出了色情产业。在加利福尼亚州美南浸信会的支持下，她于2005年3月的圣周五在加州河濱的桑多斯教堂創立了「耶稣基督的女孩」。2006年1月，該組織前往拉斯维加斯，在AVN成人娛樂博覽會設立展位，吸引大量关注和媒體报道。至2008年，维奇已迁居拉斯维加斯，並以鄰近的亨德森中央基督教堂作为组织的基地。2007年，該組織在岩石教堂开设圣迭戈分会，由曾是脫衣舞孃與應召女郎的特丽萨·谢尔（Theresa Scher）及社会工作者雪莉·布朗（Sheri Brown）共同創立。2011年至2014年，维奇、谢尔和布朗相继辭去領導職務，並將管理工作交給劳拉·邦德（Laura Bonde）。截至2014年，耶稣基督的女孩僅剩下圣迭戈分会仍在運作。
加州美南浸信会发言人特里·巴罗内（Terry Barone）表示，耶稣基督的女孩的志愿者们“所做的正是耶稣曾做過的事……祂向妓女和税吏传道”。然而，加州圣贝纳迪诺的一名浸礼宗牧师則批評，耶稣基督的女孩没有明确鼓励女性退出色情产业，並引用《马太福音》第六章24节：「一個人不能事奉兩個主」暗指脱衣舞孃必须辞去工作才能進入教会。对此，维奇反駁道：“我们难道要要求贪食的人要少吃一点才能進教堂嗎？”《卡尔加里先驱报》的菲臘·谢维尔（Philip Sherwell）认为，耶稣基督的女孩所进行的传福音活动是“美国最不寻常的基督教外展事工”。

## 历史

### 背景
希瑟·维奇曾在拉斯維加斯地區和加利福尼亚州做过四年的脱衣舞孃，之后又參與演出过四部软调和恋物癖类型（特别是践踏癖）的色情片。在此期间，公众对2000年问题和世界末日的討論增多，她開始擔憂自己可能会因生活方式受到神的审判:6:35。後來，她皈依基督教，与男友乔恩（Jon）成婚，并学习美容课程。到1999年9月，她已经完全离开色情产业，成为一名美发师。2003年，维奇得知一位仍在從事脱衣舞孃工作的朋友因酒精中毒去世。這件事讓她深感遺憾，她希望自己能在朋友去世前向她傳福音，因此走上向脱衣舞孃传福音的道路。

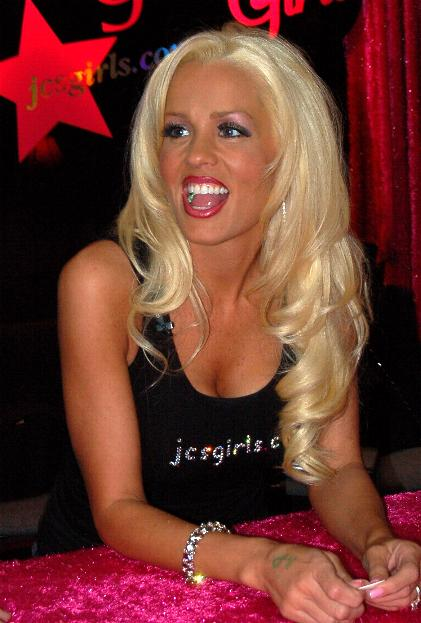
希瑟·维奇曾作为脱衣舞孃和色情女演员在色情产业工作过4个年头，耶稣基督的女孩就是在她成为基督徒后创办

到了2005年，维奇已是加州河濱的一名美发师。她的客戶之一、家庭主婦洛瑞·阿尔比（Lori Albee）雖從未在色情產業工作過，卻被維奇的故事所觸動。阿尔比为此提议，或許她们可以开始向其他脱衣舞孃介绍耶稣。當時，維奇經常前往桑多斯教堂，而該教堂的牧師马特·布朗（Matt Brown）恰好是她的理髮客戶。某天，維奇向布朗尋求協助，希望能成立一個幫助性工作者的組織。布朗對此深感興趣，於是兩人共同創立了“马太之家”（Matthew's House），致力于幫助那些在色情產業工作或沉迷其中的人們。这个名字源于《马太福音》、《马可福音》和《路加福音》中的同一個故事，讲述耶稣與罪人同席於马太的家中:15:17。
2011年，耶稣基督的女孩已在内华达州拉斯维加斯、德克萨斯州奧斯汀、南达科他州蘇瀑以及加利福尼亚州河濱和圣迭戈以及設立了五家分會。然而，截至2014年，僅剩圣迭戈的分会仍在運營。

### 河濱分会
2005年3月的圣周五，维奇、阿尔比和另外六名女性前往河濱的一家脱衣舞俱乐部，并支付費用点了膝上舞。但是，她们並未讓舞女進行表演，而是與她们交谈，告诉她们上帝接納并爱她们，教堂裡的信徒同樣都是罪人，欢迎她们前來參加聚會。其中一位舞女聽後流下眼淚，向阿尔比傾訴自己曾多次想去教堂，但一直害怕被拒之門外，遲遲無法鼓起勇氣。她接受了阿尔比的祈祷，两人随后拥抱。阿尔比後來表示，这次在脱衣舞俱乐部與舞女交流的经历改变了自己的人生。志願者們的行動獲得了意想不到的積極回應，所以她们决定继续在脱衣舞俱乐部传福音。为了组织这类活动，维奇和阿尔比创办了「耶稣基督的女孩」，其中耶穌基督以其姓名首字母「JC」代稱。她们將該組織作為马太之家的隶属组织，但维奇认为，脱衣舞孃可能不了解“马太之家”的意義，所以决定主要以“耶稣基督的女孩”之名进行运作:15:28。

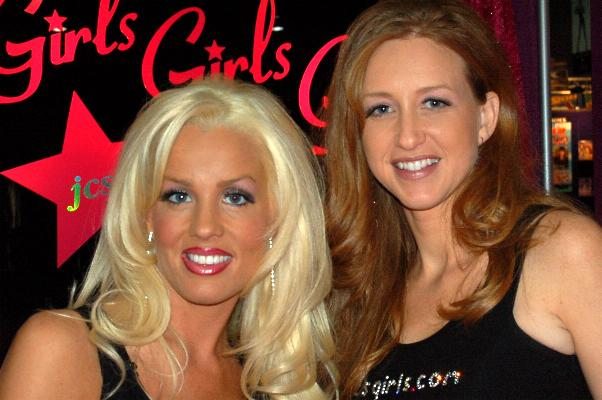
谭雅·许尔特（右，Tanya Huerter）和希瑟·维奇（左）都是耶稣基督的女孩最初的3位领袖之一，许尔特曾说：“我相信上帝是为了婚姻创造性爱，但上帝还是会接受这些女孩。”

维奇擔任耶稣基督的女孩的领袖，而拥有1.7萬名教众的桑多斯教堂则成为该组织的运作基地。該教堂隶属於加利福尼亚州美南浸信会，並獲得浸信會的支持。成立第一年，桑多斯教堂為耶稣基督的女孩提供了1万美元的经费。组织成员持續前往加州各地的脱衣舞俱乐部，支付独舞费用后向舞孃传福音。六個月內，已有许多舞孃开始參加教堂活动，而組織僅有一次被人要求停止传道。其中一位舞女在开始前往桑多斯教堂后遭到俱乐部解雇，但她仍持續參與教堂聚會，並表示布朗牧师的讲道帮助她度过了這段艱難時期:55:01。
2005年12月，维奇、阿尔比和女教师谭雅·许尔特（Tanya Huerter）已成为组织的领袖。两个月后，没有色情产业工作经历的许尔特表示：“我真心希望幫助這些女孩。我相信上帝是为了婚姻而创造性爱，但上帝仍然接納她們”。三人前往當地其他教堂，邀请女性基督徒加入志願者行列，约有90間教堂表達了兴趣。2005年，《每日电讯报》報導了耶稣基督的女孩的活动，使该组织受到公众关注。此後，美国及海外多家报纸、电视台和广播电台相繼報導，其中甚至包括法国和印度的媒体:32:09。然而，维奇的丈夫當時罹患脑癌末期:2，她不得不在組織運作、照顧丈夫與接受媒體採訪之間分配時間。

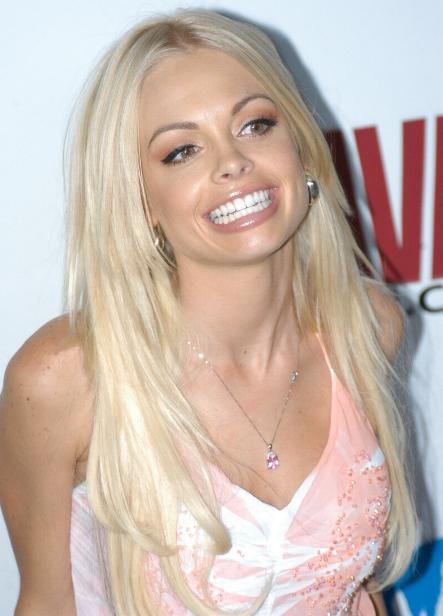
色情片演员杰西·简与其他200余位色情产业的女性工作者在2006年AVN成人娛樂博覽會上接过耶稣基督的女孩所送的圣经

2006年1月，耶稣基督的女孩前往拉斯维加斯，在美國規模最大的色情產業貿易展——AVN成人娛樂博覽會設立展位。該展位的装潢類似脱衣舞俱乐部的广告，女性志願者身穿无袖衬衫，並佩戴寫有的闪光装饰片。當男性觀眾誤以為展位隸屬某家脫衣舞俱樂部時，工作人员就会请他们猜测的含义，並贈送一張写有“我已经被困住了”的小贴纸。耶稣基督的女孩向数千名前来博览会的男性傳講福音，还把200余本圣经包裝在印有“神圣辣妹”（Holy Hottie）字样的恤內分發，同時提供布朗牧師關於色情成癮問題的講道。著名成人影星杰西·简也曾接受他們贈送的圣经:52:24。许多參展者還希望能与志愿者合影留念。维奇接受了包括在内的多家媒体采访，並受邀參與紀錄片製作人比尔·戴的新片。比尔·戴曾为製作紀錄片《传教士的立场》（Missionary Positions），而亦是一個基督教組織，同樣在博覽會上設有展位。
同年1月，布朗牧師批准將耶稣基督的女孩的年度预算提高到5万美元。美国各地的许多脱衣舞孃都曾联系耶稣基督的女孩，希望能找到離自己较近的教會。至4月，已有七名脱衣舞孃出席桑多斯教堂的活动。對於外界指控耶稣基督的女孩向脫衣舞孃傳道只是出於嫉妒，维奇決定減重，讓自己保持更健康的體態。她表示：「我想讓這些舞孃知道，如果我愿意，我依然可以回去跳脱衣舞，但我选择为主而活。”

### 官方网站
在創立耶稣基督的女孩后的最初幾個月內，维奇和阿尔比建立了组织的第一个官方网站，但起初的访问量寥寥无几。三个月后，網站的總點擊量僅達4万次。截至2005年12月，组织已通过网站收到多封來自色情片演员及色情成癮者信息，他們表示耶稣基督的女孩改变了他们的人生。网站主页上写有一句標語：“如果你是基督徒……看看我们的行动……”（If you are a CHRISTIAN ... See us in ACTION ...）維奇的朋友、色情片导演詹姆斯·迪吉尔吉欧（James DiGiorgio）無償為维奇、阿尔比和许尔特拍攝了一組魅力攝影照片，作為網站的宣傳素材。迪吉尔吉欧並非基督徒，但他表示自己願意幫助這個組織，因為他支持言论自由。他說，色情产业“一直在宣揚言论自由，（因此）如果這個產業中的任何人對（耶稣基督的女孩的）理念有意见，那他们就是一群他媽的伪君子。你不可能兩者兼得。”在组织创立的第一年里，维奇、阿尔比和许尔特透過各自的頁面提供支持和建议。到2008年，组织网站已经新增了博客功能，並且每日点击量達到約1.5萬次。

### 拉斯维加斯分会

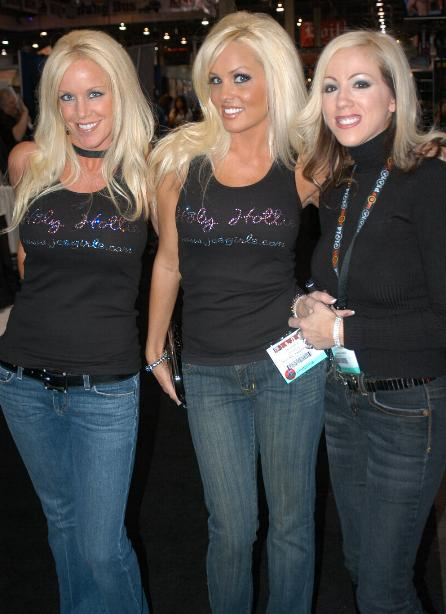
安妮·洛伯特创立的“耶稣的妓女”组织曾与耶稣基督的女孩合作，两个组织的性质类似。（从左至右依次为：洛瑞·阿尔比、希瑟·维奇、洛伯特）

2008年，维奇告诉布朗，她认为耶稣基督的女孩需要搬遷至拉斯维加斯，而布朗对此表示支持:71:26。於是，维奇搬到了拉斯维加斯，並在附近的亨德森中央基督教堂設立了新分会，而河濱分會的领导工作则交由阿尔比负责:73:16。同年，维奇与“耶稣的妓女”組織合作，該組織由曾為應召女郎的安妮·洛伯特创立，與耶穌基督的女孩性質相近。兩個組織都參加了當年的AVN成人娛樂博覽會。2月，以维奇創立耶稣基督的女孩为主题的纪录片《小野猫牧师》（The PussyCat Preacher）正式发行。3月，色情片女演员索菲亚·林恩在成为基督徒后退出了色情产业。在此以前，她曾透過耶稣基督的女孩與维奇交流，接受了一年多的輔導。维奇还曾飞往南达科他州苏瀑，在慶祝社區教堂（Celebrate Community Church）舉辦的週末活動中，為教會成員提供有關色情產業的教育課程。該教堂隨後為林恩提供了一份教會辦事處的工作、一筆大學獎學金，並安排了住宿。林恩感慨道：「我希望自己永遠不會從這一刻醒來，因為我感覺自己的人生真的被拯救了。」

### 圣迭戈分会
特丽萨·谢尔（Theresa Scher）是圣迭戈的一名脱衣舞孃和应召女郎，她之前就曾寻找脱离色情产业的途径，然后看到对阿尔比有关耶稣基督的女孩在河濱所做工作的采访。谢尔同阿尔比取得联系，后者同意她在圣地牙哥建立耶稣基督的女孩的新分会。2007年，谢尔和曾是社会工作者的雪莉·布朗（Sheri Brown）一起创立新分会。雪莉一度对脱衣舞孃充满憎恶，但在从事帮助少龄母亲完成高中学业的工作期间，她接触的前4个少女都是脱衣舞孃，雪莉为此产生“无法抵挡的热情，要本着爱而非谴责来接触这些宝贵的女性”。雪莉儿时曾受到性虐待，之后也成为少龄母亲，这样的经历让她和脱衣舞孃之间更有认同感，因为许多脱衣舞孃也曾有过类似经历。
耶稣基督的女孩驻圣迭戈分会以岩石教堂为根据地，该教堂拥有约1万名教众，其中大部分都不到30岁。第一年里，多名脱衣舞孃离开色情产业，开始在该分会做义工。分会中的许多成员不会亲自前往脱衣舞俱乐部，但会通过其他方式提供帮助。据谢尔表示，脱衣舞孃往往是最有效率的志愿者，因为她们有相应的经验，知道试图帮助的女性所面临的处境。到2011年时，圣迭戈分会成员每个月会有两次前往脱衣舞俱乐部。他们会在每次前去之前、其间及以后祈祷，还有另外一组成员在其他地点为前去脱衣舞俱乐部的成员祈祷。

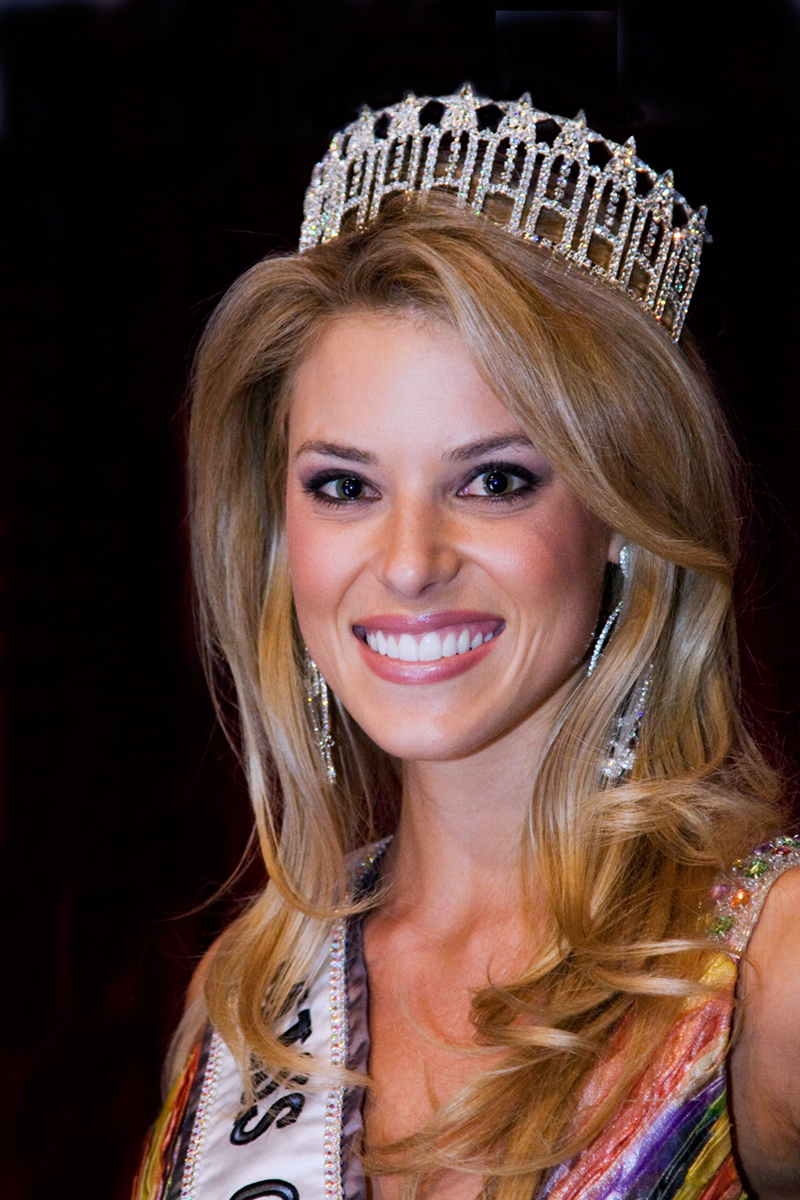
2009年美国加州小姐得主嘉莉·普雷让曾于2008年成为耶稣基督的女孩圣迭戈分会成员

2008年，嘉莉·普雷让开始成为耶稣基督的女孩圣迭戈分会志愿者，她于2009年当选美国加州小姐。2009年度美国小姐竞选期间，普雷让面对同性婚姻问题的回答引发争议:x。谢尔对此表示，这起争议不会对普雷让参与组织活动构成影响，并且同性婚姻问题也同组织活动没有关系。普雷让表示，她在作为耶稣基督的女孩志愿者期间遇到多位曾遭受剥削和虐待的色情模特，这些模特儿一度变得非常自卑，但在同耶稣基督的女孩志愿者互动后，已经逐渐找回了自己的尊严感:22。
到2009年时，圣迭戈分会的布道组中已有约40名女性，圣迭戈大部分脱衣舞孃都从她们那里拿到过粉红色的圣经。这些圣经还同包括唇彩、项链和化妆水之类礼物包在一起，以求引起脱衣舞孃的兴趣。2010年8月，雪莉前往俄亥俄州科肖克顿县的华沙，同曾是脱衣舞孃的安妮·唐沃尔德（Anny Donewald）短暂联手，创立“夏娃的天使”（Eve's Angels）组织，其性质与耶稣基督的女孩类似。当地教堂的教众已经纠察某脱衣舞俱乐部达四年之久，俱乐部也还以颜色，脱衣舞孃会在周日教堂活动期间身着比基尼在教堂门前跳舞，老板汤米·乔治（Tommy George）的车停在一旁，并播放音乐伴奏。布朗和唐沃尔德一起经过谈判，在这些教众和俱乐部的脱衣舞孃之间达成和平协定。布朗和唐沃尔德在教堂演说，呼吁教众不要再到脱衣舞俱乐部前抗议：“我们的工作不是告诉那些女人离开那个地方……只管爱她们。让圣灵带她们离开”。两人还前往俱乐部同舞女们交谈，其中两位舞女因此成为基督徒，但还是继续在俱乐部工作。这份和平协定得到大量宣传报道，但由牧师比尔·邓菲（Bill Dunfee）率领的教众在布朗刚返回圣迭戈后就又开始了纠察。乔治和众脱衣舞孃也再度开始反击。
到2011年时，许多同耶稣基督的女孩成员交流过的脱衣舞孃都已开始参加该组织开办的查经班，已经有1名脱衣舞孃在圣迭戈分会的帮助下离开色情产业并找到与之原有行业无关联的工作。2011年3月，分会派出代表团前往洛杉矶会展中心参加色情片贸易展览会“Adultcon”，谢尔和布朗在此同参会人员交流并为他们祷告。同年7月，维奇为了能将更多时间留给家人而辞职，将组织领导人的工作交给谢尔和雪莉。2012年6月，谢尔也辞去领导人职务，专注家庭事务，雪莉成为唯一的领导人。到2013年时，耶稣基督的女孩已针对色情行业的女性工作者转行后参与该组织布道活动建立指引和规范。有意参与布道的女性必须连续参加查经班学习4个月，阅读弗朗辛·里弗斯的小说，还要同分会领袖面谈，后者将决定这位女性是否能加入组织的外联组。之所以建立这些指引和规范，是因为部分离开色情产业的女性在加入耶稣基督的女孩组织传福音后，又离开组织重返色情产业。2014年4月，雪莉也离开了耶稣基督的女孩，劳拉·邦德（Laura Bonde）接过领导人职责。

## 理念

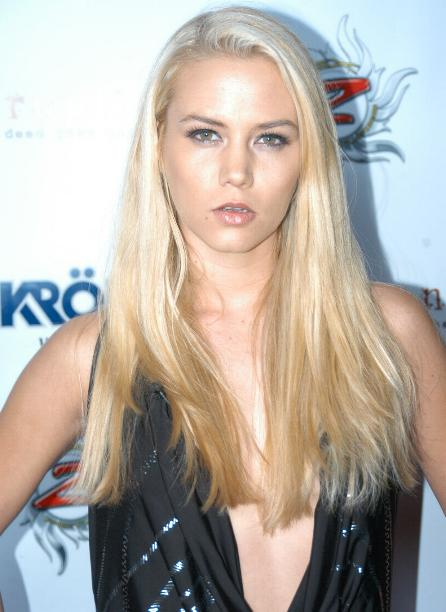
耶稣基督的女孩旨在向色情产业中的女性工作者传福音，色情女演员索菲亚·林恩（Sophia Lynn）在接触该组织后成为基督徒

耶稣基督的女孩是一個自稱「以聖經為基礎的基督教事工」的福音派组织，又稱「耶稣基督的女孩女孩女孩事工」。该组织的重点不在於发展更多基督徒，而是向色情产业中的女性工作者传达一個理念：世界上有許多基督徒，不会因女性从事色情产业而加以批判，甚至愿意接納她们。最初，該組織主要面向脱衣舞孃和艳舞者传福音，後來才逐步擴展至其他女性色情從業者，如软调色情模特儿和应召女郎。此外，该组织也為希望克服色情成瘾的人提供帮助，並常在成人娱乐展会及脱衣舞俱乐部傳福音。
耶稣基督的女孩认为，许多色情产业中的女性工作者都曾遭受來自基督徒的靈性虐待，这些基督徒透過警告與詛咒，试图以恐懼迫使她们退出色情产业。因此，該組織的核心理念是向这些女性傳達：「上帝爱妳們」。志愿者会向她們分享福音，但不會強迫她們離開行業，因为该组织深知，從財務角度來看，讓這些女性立即放棄工作往往是不切实际的。
耶稣基督的女孩通过自認不會對色情產業工作者抱持批判態度的教堂與這些女性建立聯繫，希望她們能在这些教堂感受到基督的爱，進而獲得支持和勇气，最终選擇离开色情产业。在介紹教堂之前，該組織会先进行正式審核，以确保该教堂不会對這些女性抱有批判態度。若有女性表示希望离开色情产业，該組織则会主動提供幫助。
耶稣基督的女孩致力于让色情产业的女性相信，耶稣爱她们，並讓她們知道自己同樣擁有美丽與尊严:22。该组织的志愿者經常以假睫毛、细高跟鞋、紧身牛仔裤和紧身T恤打扮自己，並將頭髮反梳，使其蓬起，以傳達這樣的信息：這些事物並非罪惡。组织创辦人希瑟·维奇曾表示：“我们的願景是让人们看到，基督教中什么都有，唯獨沒有無聊與束縛。在基督信仰中，我们可以自由地体验冒险、快乐、宽容、希望与和平。”

## 反响

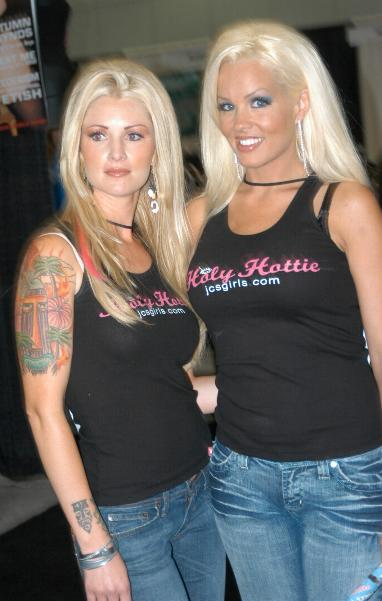
希瑟·维奇（右）表示，经常有基督徒说耶稣基督的女孩的志愿者衣着就像性工作者，但这正是有意为之，为的是让色情产业的女性对该组织更有认同感。

2005年，耶稣基督的女孩开始从桑多斯教堂获得财政支持，部分教众对他们的什一税和供奉被送给脱衣舞俱乐部感到不满。马特·布朗（Matt Brown）于2006年表示，为耶稣基督的女孩提供活动资金是值得的，因为色情产业“在很大程度上都被福音派教会忽视”，而且同色情产业赚的钱相比，分配给耶稣基督的女孩的预算金额很小。桑多斯教堂的教众还担心，向脱衣舞孃传道可能会徒劳无功。布朗为此举出维奇为例证，称其他脱衣舞孃可能会有类似经历。加利福尼亚州美南浸信会的特里·巴罗内（Terry Barone）坚持认为，耶稣基督的女孩的志愿者们“所做的正是耶稣所做的……他向妓女和税吏传道”。
布朗表示，他所听来那些针对耶稣基督的女孩的不满中，大部分都是针对“希瑟·维奇的相貌……她的胸部太大，整个人看起来太像脱衣舞孃”，对于这样的不满，他的答复是“上帝能够通过任何人来改变这个世界”:0:56。维奇则于2008年表示，经常有基督徒说耶稣基督的女孩的志愿者衣着就像性工作者，但这正是有意为之，为的是让色情产业的女性对该组织更有认同感。创办“耶稣的妓女”组织的安妮·洛伯特认为，许多基督徒对她和她的组织也有类似看法：“他们说我的恤太紧身了”，“但是拜托，身在（拉斯）维加斯，你总得入乡随俗吧”。
布朗对耶稣基督的女孩的支持引起争议，他一度面临失去加利福尼亚浸会大学校园教会设施的威胁，但是，教会团结起来支持耶稣基督的女孩，并继续在校园内运作。巴罗内表示，浸礼宗可能会觉得查看耶稣基督的女孩网站令人尴尬，但那是因为网站本来就不是给他们准备的。《洛杉矶时报》的斯蒂芬·克拉克（Stephen Clark）称网站风格前卫，并且有着挑衅性质的诉求。《教堂中的男人和女人》（Men and Women in the Church）一书作者莎拉·萨姆纳认为，从比尔·戴2008年的纪录片《小野猫牧师》（The PussyCat Preacher）来看，部分基督徒可能会因《提摩太前書》第2章12节而反对女性主导的耶稣基督的女孩组织，这段圣经经文可以解读为对教会中男性权威地位的限制:21:19。布朗表示，纪录片的其它部分表明，由女性主导耶稣基督的女孩更加合理，因为“女性在色情产业中最受欢迎”:22:11。

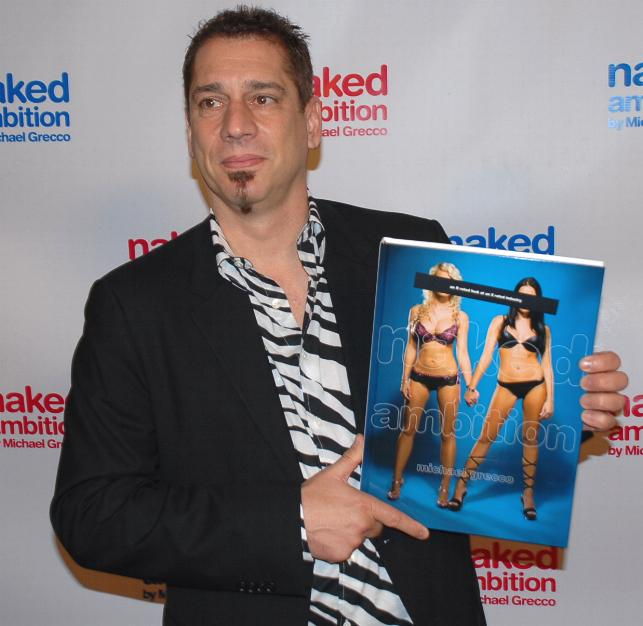
摄影师迈克尔·格里科在2007年的著作《赤裸的野心：色情業一覽 (攝影集)》一书中采用了维奇、阿尔比和许尔特的照片

詹姆斯·迪吉尔吉欧（James DiGiorgio）不计报酬为维奇、阿尔比和许尔特拍摄了用于耶稣基督的女孩网站的魅力摄影照片，这导致组织诞生第1年就受到批评。面对这些批评，维奇坚称：“装扮得可爱或迷人都不是罪过”，这些照片是为了让色情产业中的女性相信，基督教并不意味着“和圣经一起锁在房里”。迪吉尔吉欧认为，耶稣基督的女孩相信色情产业中的女性需要挽救、避免她们继续自我毁灭的理念是正确的，但他并不认为要帮助这些女性，就一定要鼓励她们成为基督徒。
美国基督教游说组织家庭研究理事会曾表态支持耶稣基督的女孩。戴表示，耶稣基督的女孩的成员们是在“用真正的精神之美同虚假的迷惑做斗争”。约翰·韦弗（John Weaver）在2013年的著作《福音派和小说中的艺术》（Evangelicals and the Arts in Fiction）中写道，科幻小说作家罗伯特·海莱因曾在作品中指出，福音派一直受到性压抑，最终会发生性革命。韦弗认为，耶稣基督的女孩和网站正是海莱因小说中的说法成为现实的证据。到了2007年，幽浮宗教雷尔运动的追随者已针对耶稣基督的女孩组建“雷尔的女孩”（Raël's Girls）组织，该组织有类似的外联项目，但宣扬的观点完全不同，他们鼓励性工作者在为客户服务时尽量让自己也感受到最强烈的快感。
2006年，加利福尼亚州圣贝纳迪诺的一名浸礼宗牧师批评耶稣基督的女孩没有明确鼓励女性退出色情产业，他称赞维奇以自身的热情和愿望投身耶稣的怀抱，但是“你怎么能继续留在（色情产）业内工作的同时，还与上帝保持联系？”为此他引用《马太福音》第六章24节：「一個人不能事奉兩個主」暗指脱衣舞孃必须辞去工作才能進入教会。对此，维奇反駁道：“我们难道要要求贪食的人要少吃一点才能進教堂嗎？”2006年AVN成人娛樂博覽會期间，摄影师迈克尔·格里科拍下维奇、阿尔比和许尔特的照片，并将之用在2007年的著作《赤裸的野心：色情业一览》中。图片的说明上称3人是“虔诚的三位一体基督徒”。《卡尔加里先驱报》的菲利普·谢维尔（Philip Sherwell）认为，耶稣基督的女孩所进行的传福音活动是“美国最不寻常的基督教外联活动”。英国《观察家报》的一名新闻工作者在2006年的文章中将耶稣基督的女孩和网站相比较，称两者都通过某种方式对教会进行改革，还对组织之后的追随者产生很大影响。